# ラブブラインド
「ラブブラインド」（英: Loveblind（））は、ニュージーランドの男性歌手 マシュー・ヤングの楽曲。
「ラブブラインド」から続く4週間連続楽曲公開の第2弾。
この曲はプリンスの「リトル・レッド・コールベット」を題材した作品であり、「自分が恋に落ちても、愛し返してくれない誰か」について書かれた。
またこの曲はマシューのサウンドクラウド上では最も多い約8万回の再生回数を誇る(2015年7月現在)、自身の代表曲である。

## 収録曲
サウンドクラウド
1. 「ベンド」 – 4:50